# Otachyrium pterigodium
Otachyrium pterigodium är en gräsart som först beskrevs av Carl Bernhard von Trinius, och fick sitt nu gällande namn av Pilg.. Otachyrium pterigodium ingår i släktet Otachyrium och familjen gräs. Inga underarter finns listade i Catalogue of Life.